# Манастирски станови
Манастирски станови су комплекс, који је удаљен 2,5 km од центра Калуђерских Бара, на планини Тари, у оквиру НП Тара, на којем су некада биле манастирске грађевине и који припада Манастиру Рача, као његов метох.
Грађевине је у периоду између два рата подигао тадашњи игуман манастира Захарије Милекић.
Сматра се да су то били први туристички објекти на Тари (зидана вила на спрат, планинска кућа и стара кућа) са укупно 60 лежаја. Бугарски војници опљачкали су и спалили грађевине 1943. године. Старешина манастира игуман Хризостом (Пајић), са манастирским братством, започео је 1973. године градњу спратне куће са капелом и собама за преноћиште. Капела је посвећена Сабору српских Светитеља. Радови су завршени 1975. године, освећење је извршено 25. септембра 1977. године. Обновљена је и једна пренета дрвена грађевина осаћанка. Главни објекат зидан је од камена, сиге и опеке са декоративном фасадом. Истурени доксат на источној фасади спратног дела представља олтарски простор капеле. Неколико година после подизања главног здања, игуман Хризостом, са оцем Савом (Ристићем), подигао је још једну мању зграду (у форми капеле) који служи као продавница сувенира.
У оквиру комплекса, на манастирском имању постоји ергела коња, на којој се организује обука и постоји могућност рекреативног јахања.